# Oberon (księżyc)
Oberon (Uran IV) – drugi co do wielkości, najbardziej zewnętrzny satelita spośród pięciu głównych księżyców Urana. Został odkryty 11 stycznia 1787 przez Williama Herschela.

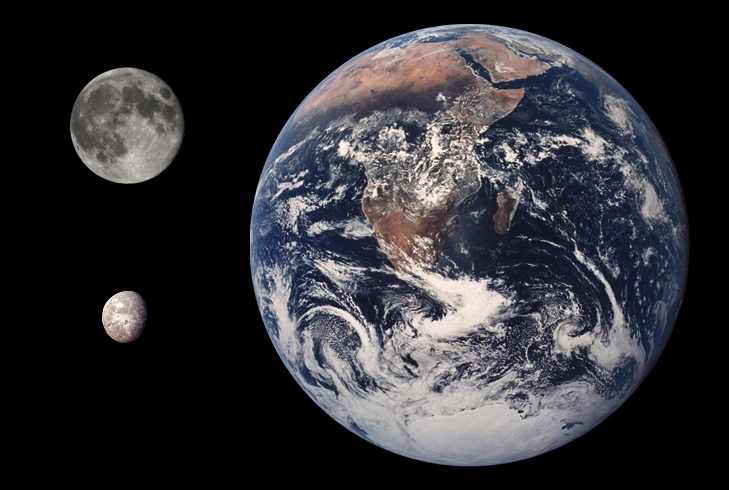
Oberon, Ziemia i Księżyc w tej samej skali

## Nazwa
Nazwy tego oraz pozostałych czterech największych satelitów Urana zostały zaproponowane przez syna Herschela w 1852 roku jako życzenie Williama Lassella, który rok wcześniej odkrył Ariela oraz Umbriela.
Wszystkie księżyce Urana nazwane są imionami postaci z dzieł Williama Szekspira lub Aleksandra Pope’a. Nazwa Oberon pochodzi od króla elfów, Oberona ze Snu nocy letniej Szekspira.

## Właściwości fizyczne
Jedyne wysokiej jakości zdjęcia Oberona pochodzą z sondy kosmicznej Voyager 2, która sfotografowała księżyc podczas jego przelotu w odległości 470 600 km od księżyca w styczniu 1986 roku. Wykonane zdjęcia pokrywają około 40% powierzchni, przy czym tylko dla ok. 25% powierzchni uzyskano rozdzielczość do 6 km, pozwalającą na sporządzenie mapy geologicznej. Zdjęcia pochodzą z południowej półkuli księżyca, która podczas przelotu była oświetlona przez Słońce. 
Oberon jest księżycem lodowym, składa się w około 50% z lodu, w 30% z krzemianów oraz w 20% ze składników węglowo-azotowych wiązanych metanem. Na jego powierzchni znajdują się liczne kratery, które pokryte są nieznanym ciemnym materiałem.
Naukowcy rozpoznają jedynie dwa typy struktur geologicznych Oberona: kratery uderzeniowe oraz wąskie depresje.